# Hadley (Shropshire)
Hadley – dzielnica miasta Telford, w Anglii, w Shropshire, w dystrykcie (unitary authority) Telford and Wrekin. Leży 18 km od miasta Shrewsbury i 211,2 km od Londynu. W 2001 roku dzielnica liczyła 6100 mieszkańców. Hadley jest wspomniana w Domesday Book (1086) jako Hatlege.